# Имплицитная теория личности
Имплицитная теория личности (от англ. implicit — невыраженный) — психологическая концепция, описывающая конкретные закономерности и предубеждения, которые использует человек при формировании впечатлений, основываясь на ограниченном объёме исходной информации о незнакомом человеке.
В то время как существуют части процесса формирования впечатления, которые зависят от контекста, люди также склонны к определенным тенденциям в формировании впечатлений в различных ситуациях. Дж. Брунер в 1947 году в ходе разработки нового взгляда (New Look) на восприятие вывел термин «социальная перцепция». Изначально под этим термином подразумевалась социальная детерминация перцептивных процессов, а позже, социальной перцепцией стали называть процесс восприятия социальных объектов — других людей, социальных групп, большие социальные общности.
Не существует единой имплицитной теории личности, используемой всеми; скорее каждый человек подходит к задаче формирования впечатлений своим уникальным способом. Тем не менее, существуют компоненты имплицитной теории личности, которые непротиворечивы для некоторых индивидов или внутри групп схожих индивидов. Данные компоненты представляют особый интерес для социальных психологов, поскольку они способны дать представление о том, какое впечатление один человек может произвести на другого.
Одним из первых психологов, исследовавших концепцию формирования впечатлений, был С. Аш. Его исследования, относящиеся к середине 1940-х годов, предоставили значительное количество данных, объясняющих факторы, влияющие на формирование впечатлений. Его особенно интересовали различия между центральными и периферическими признаками. Многие идеи, полученные в результате эксперимента Аша, всё ещё имеют отношение к изучению формирования впечатлений и сыграли значительную роль в создании имплицитных теорий личности.

## Механизмы взаимопонимания в процессе общения
Человек  сначала  смотрится,  как  в  зеркало,  в  другого  человека.  Лишь отнесясь к человеку Павлу  как к себе подобному, человек Пётр начинает относиться к самому себе как к человеку.Карл Маркс
Личность становится для себя тем, что она есть в себе, через то, что она представляет собой для другихЛ.С. Выготский
То как человек воспринимает другого человека связано прежде всего с уровнем его собственного самосознания. Образ партнёра в общении строится несколькими механизмами: «идентификация» — отождествление себя с другим, анализ поступков и действий с другим, анализ поступков и действий другого человека как своих собственных; «эмпатия» — аффективное понимание, стремление эмоционально откликнуться на проблемы другого; «рефлексия» — осознание индивидом того, как он воспринимается окружающими. Упомянутые механизмы схожи, но взгляд на вещи с точки зрения другого человека не всегда обозначает отождествление с ним.

## Автоматизм
Одна из наиболее явных характеристик имплицитных теорий личности заключается в том, что они на самом деле являются «безусловными». В этом контексте «безусловными» означает «автоматическими». Распространено мнение, что большая часть процесса социального восприятия на самом деле автоматизирована. Например, человек может испытывать автоматические мыслительные процессы, и эти процессы происходят без намерения или осознания этого человека. С точки зрения формирования впечатления это означает, что наблюдатель может, воспринимая поведение другого человека, автоматически делать характерные выводы из соответствующего поведения, не зная, что эти выводы были сделаны. Самым убедительным доказательством нервности формирования впечатлений являются «эффекты сбережения» при попытке изучить черты другого человека. В исследовании, проведенном Carlston & Skowronski (1994), участники, знающие некоторую информацию о личностных чертах определенного человека, легче находили эти черты, чем участники, которые не обладали информацией об этих чертах. Более того, этот эффект нельзя объяснить простыми механизмами фиксированной установки. Участники продемонстрировали истинный эффект сбережения, который предполагал, что они получили скрытую информацию от описательных стимулов.

## Межличностная аттракция
Мы не просто так воспринимаем человека формируем по отношению друг к другу определенное отношение, просторечное на основе всяческих оценок. В результате суммирования оценок формируется своеобразная гамма чувств. Аттракция (от лат. attractio «притягивание») — это процесс формирования привлекательности человека для воспринимающего, некоторое качество отношения.
Современные ученые рассматривают межличностную аттракцию как особый вид социальной установки на другого человека, в котором преобладает эмоциональный компонент. Уровни аттракции: симпатия, дружба, любовь.

## Общие теории

### Теория согласованности
Согласованность, с точки зрения имплицитных теорий личности, относится к способу, которым вновь сформированное впечатление соотносится с тем, что уже известно о другом человеке. Существует два измерения согласованности, связанные с присвоением черт характера, основываясь на известных чертах личности. Оценочная согласованность предполагает, что присвоенные черты будут соответствовать общему впечатлению человека, сформированному на основан тех черт, которые уже были установлены. Существует тенденция присваивать положительные черты людям, которые уже произвели положительное впечатление. Аналогично, оценочная согласованность подразумевает, что если человек обладает в основном отрицательными чертами, другие, вероятно, будут приписывать ему ещё отрицательные черты. С другой стороны, описательная согласованность предлагает, что умозаключения о человеке производятся, когда есть сходство между оценочными атрибутами человека и предполагаемыми признаками. Примером двух черт, которые оценочно схожи, являются «скептический» и «недоверчивый». Наблюдающий, использующий описательное сходство для формирования впечатления, сделав вывод, что пред ним «скептический» человек, скорее всего, также поверит, что этот человек «недоверчивый», потому что эти две черты сходным образом описывают человека, который сомневается в том, что ему говорят люди.
Оба параметра согласованности могут быть использованы при формировании впечатлений и направлять на ложное представление о некоторых чертах человека. Скорее всего, они используются последовательно, с описательной согласованность, до того как оценочная согласованность будет принята. Исследования, проведенные Фелипе (1970) показало, что после черт, которые демонстрируют как оценочную, так и описательную согласованность, черты, которые описательно, но не оценочно непротиворечивы («скупой» и «недоверчивый»), как предполагается, встречаются чаще, чем черты, которые показывают оценочные но не описательную согласованность («скупой» и «безотказный»). Однако, оценочная согласованность предпочтительнее в сценариях, когда требуется быстрое суждение.

### Теория атрибуции
Теория атрибуции описывает, как люди рассматривают стабильность признака в человеке. Эта теория не имеет дело исключительно с четами характера, а скорее описывает общее мировоззрение, которое человек принимает в жизни. Две основные теории атрибуции — это теория сущностей и инкрементная теория. Люди, которые демонстрируют теорию сущностей, склонны верить, что черты характера фиксированны и стабильны во времени и в различных ситуациях. Делая суждения о поведении человека они склонны выделять определенные черты этого человека. Более того, приверженцы теории сущностей склонны делать предположения о черта других людей, основываясь на ограниченном образце их поведения. Приверженцы инкрементальной теории считают, что черты характера более динамичны и могут изменяться с течением времени. Они также придают меньше значения чертам характера при интерпретации действий другого человека, фокусируясь скорее на других типах посредников, которые могут влиять на их поведение. Самым большим отличительным фактором между этими двумя теориями является то, что приверженцы теории сущностей склонны делать более сильные и широкие выводы из черт, чем приверженцы инкрементальной теории. Это различие справедливо даже тогда, когда существуют ситуационные объяснения наблюдаемого поведения, и когда поведение является непреднамеренным. Поскольку приверженцы теории сущностей считают, что черты стабильны во времени, они более уверенно приписывают поведение человека своим чертам.

#### Каузальная атрибуция
Каузальная атрибуция обозначает приписывание определённых причин поведения того или иного человека в условиях дефицита информации. Осуществляется на основании сходства поведения человека другим образом из прошлого опыта или на основе анализа собственных мотивов в схожих ситуациях. Мера и степень приписывания в процессе межличностного восприятия зависит от степени уникальности или типичности поступка и степени его социальной «желательности» или «нежелательности».
Дж. Келли выделили три типа каузальной атрибуции: личностная (причина — личностные особенности совершающего поступок), объективная атрибуция (причина — объект, на которого направлено действие), обстоятельственная атрибуция (причина приписывается обстоятельствам).

## Факторы, влияющие на имплицитные теории личности

### Стереотипизация
«Социальные стереотипы» (термин введён У. Липпманом) значительно упрощают восприятие образа социального объекта. Стереотип — устоявшийся образ какого-либо человека или явления, которым пользуются для облегчениям построения стратегий к взаимодействием с этим явлением. Он возникает в результате ограниченного прошлого опыта и стремления строить выводы на основании ограниченной информации. Стереотипы опасны тем, что могут привести к возникновению предубеждений.любовь.

### Центральные и периферические черты
При формировании впечатления наблюдатель не рассматривает все наблюдаемые признаки одинаково. Есть некоторые черты, которые наблюдатель будет рассматривать больше, чем другие, формируя свое окончательное впечатление. Эта концепция была главным направлением исследований Аша по формированию впечатления. Аш назвал очень влиятельные черты, которые оказывают сильное влияние на общее впечатление, центральными чертами, а менее влиятельные черты, которые оказывают меньшее влияние на общее впечатление, он назвал периферийными чертами. Согласно Ашу, определяющей чертой Центрального признака является то, что он играет значительную роль в определении содержания и функции других признаков. В самом первом исследовании, которое он провел, Аш обнаружил, что участники, которых попросили сформировать впечатление о человеке, который был «умным, умелым, трудолюбивым, сердечный, решительным, практичным и осторожным», сформировали значительно другие впечатления, чем участники, которых попросили описать человека, который был «умным, умелым, трудолюбивым, холодным, решительным, практичным и осторожным». Кроме того, когда этих участников попросили оценить, какие черты в списке были наиболее важными для формирования их впечатления, большинство сообщили, что «сердечный» (или «холодный») был одним из самых влиятельных черт в списке. Затем Аш провел тот же эксперимент, используя слова «вежливый» и «грубый» вместо слов «сердечный» и «холодный», и обнаружил, что изменение этих двух черт оказывает гораздо более слабое влияние на общее впечатление, чем переход от «сердечного» к « холодному». Кроме того, когда отрицательный центральный признак, такой как «холодный», вставляется в список положительных периферийных признаков, он оказывает большее общее влияние на впечатление, чем положительный центральный признак, такой как «сердечный», когда он вставляется в список отрицательных периферийных признаков.

### Влияние черт наблюдателя
В общем, чем больше наблюдатель знает, что у него есть определенная черта, тем больше вероятность, что наблюдатель заметит эту же черту у других людей. Кроме того, исследование Benedetti & Joseph (1960) показало, что некоторые специфические черты наблюдателя могут быть значимыми факторами в впечатлениях, которые наблюдатель формирует от другого человека. Однако этот эффект сильно варьируется в зависимости от различных черт и контекстов. Например, по сравнению с общительными людьми более сдержанные люди склонны формировать более позитивные впечатления о других сдержанных людях. Однако эта закономерность не была обнаружена, когда выходящих людей судили. При этом примерно такое же количество общительных и замкнутых людей приписывали общительному человеку и другие положительные черты характера. Возможное объяснение склонности наблюдателя формировать более позитивные впечатления от людей, похожих на него, включает теорию межгрупповой предвзятости. Идея межгрупповой предвзятости предполагает, что люди склонны судить членов своей собственной группы более благосклонно, чем людей, невходящих в их группы. В соответствии с этим предположением, необщительные люди будут считать других необщительными людей в своей собственной группе и будут оценивать их более благоприятно, чем люди в другой группе.

### Самостоятельная эвристика
Эвристика, основанная на самооценке, описывает стратегию, которую используют наблюдатели, когда им предоставляют ограниченную информацию о чертах другого человека, и в этом случае они начинают «заполнять пробелы» информацией о чертах, отражающей их собственную личность. Это «заполнение» происходит потому, что информация о чертах личности наблюдателя является наиболее доступной информацией, которой располагает наблюдатель. Общее объяснение ограниченной доступности информации о чертах заключается в том, что некоторые черты труднее оценить, чем другие. Например, такую черту, как экстраверсия, легко наблюдать другому человеку, и поэтому легче судить о другом человеке, чем такую черту, как общая эмоциональность.[20] поэтому, когда признак имеет мало внешних индикаторов, наблюдатель, скорее всего, предположит, что другой человек воплощает эту черту таким же образом, как и наблюдатель. Однако важно отметить, что эвристика, основанная на самооценке, отрицательно коррелирует с согласованностью. Другими словами, чем больше наблюдатель использует эвристику, основанную на себе, тем менее вероятно, что он или она делает правильное суждение о черте.

### Эффект первичности
Эффект первичности описывает тенденцию взвешивать информацию, полученную вначале, предпочтительнее, чем информацию, полученную позже. С точки зрения формирования впечатления, эффект первичности указывает на то, что порядок, в котором представлены черты человека, влияет на общее впечатление, сформированное об этом человеке. Этот эффект преобладает как при формировании впечатлений гипотетического человека, так и при запросе на формирование впечатления конкретного человека, с которым наблюдатель фактически взаимодействовал. Аш предположил, что причина эффекта первичности в формировании впечатления состоит в том, что первые изученные черты производят общее направление, в котором будет формироваться впечатление. После этого все последующие признаки интерпретируются таким образом, что совпадают с этой установившейся тенденцией. Эффект первичности также может быть объяснен в терминах памяти. По мере того как кратковременная память становится всё более переполненной информацией о чертах характера, всё меньше внимания можно уделять новым деталям. Следовательно, информация, усвоенная на ранней стадии, оказывает большее влияние на формирование впечатления, поскольку она получает больше внимания и запоминается более четко, чем более поздняя информация.

### Настроение
Настроение может играть важную роль в формировании впечатления, влияя на то, как используется эффект первичности при вынесении суждений. Находясь в позитивном настроении, человек обрабатывает информацию целостным, всеобъемлющим образом, а находясь в негативном настроении, поощряет более адаптивную обработку, которая учитывает каждую деталь индивидуально. Таким образом, позитивное настроение имеет тенденцию усиливать влияние ранее полученной информации, в то время как негативное настроение имеет противоположный эффект. Существует также фактор конгруэнтности настроения, когда люди в хорошем настроении формируют положительные впечатления, а люди в плохом — отрицательные. Это, скорее всего, связано с избирательным воспроизведением информации, связанной с текущим состоянием настроения, настроение влияет на формирование впечатления.

## Потенциальные недостатки имплицитных теорий личности
Хотя есть много преимуществ в использовании имплицитных теорий личности при формировании впечатлений, опасно полагаться на них слишком сильно. В дополнение к вышеупомянутой эвристике, основанной на самооценке, ещё одно из наиболее распространенных злоупотреблений имплицитной теорией личности-это когда наблюдатели считают, что две черты более сильно коррелируют, чем это есть на самом деле. Это заблуждение может принимать две формы: эффект ореола и логическая ошибка. Эффект ореола описывает тенденцию наблюдателя формировать в целом благоприятное, неблагоприятное или среднее впечатление о конкретном человеке и допускать, чтобы это общее впечатление оказывало преувеличенное влияние на их суждения об этом человеке по другим измерениям признаков. Очень распространенный пример эффекта ореола, когда наблюдатель считает привлекательность благоприятной чертой, а затем предполагает, что очень привлекательный человек, с которым он встречается, также чрезвычайно дружелюбен или полезен, потому что эти черты также благоприятны. С другой стороны, логическая ошибка возникает тогда, когда наблюдатели делают суждения об отношениях признаков на основе корреляций, которые, по их мнению, имеют логический смысл, вместо того чтобы формировать эти связи на основе наблюдений о реальных отношениях признаков. Примером логической ошибки может служить предположение, что физически сильный и мускулистый человек также является атлетом. Эта связь черт имеет логический смысл, но без наблюдений, чтобы поддержать её, предполагая, что эта связь будет делать логическую ошибку. В то время как эффект ореола и логической ошибки приводят к необоснованным корреляциям признаков, разница заключается в том, что эффект ореола относится к корреляциям признаков конкретного человека, в то время как логическая ошибка более обобщаема в популяции и относится к корреляциям признаков, которые сделаны без учета поведения конкретных людей.